# 한국영상제작협동조합
한국영상제작협동조합은 한국비디오산업의 건전한 발전과 영상문화진흥 및 조합원의 경제적지위 향상을 위하여 1998년 10월 9일 설립된 문화체육관광부 소관의 특수법인이다. 사무실은 서울특별시 영등포구 여의도동 45-20, 동북빌딩 904호에 있다.

## 주요 업무
- 비디오 제작을 위한 공동사업과 단지 및 공동시설의 조성과 관리운영
- 조합원에 대한 사업자금 대부 또는 대부 알선
- 조합원의 사업에 관한 지도, 조사연구 및 교육, 정보의 제공
- 기타 조합원의 경제적 지위 향상 사업